# 月华镇
月华乡，是中华人民共和国四川省达州市大竹县下辖的一个乡镇级行政单位。

## 行政区划
月华乡下辖以下地区：
月华场社区、玉皇庙村、光华村、光荣村、川心村、河心村、蔡家庵村、爱国村、井岗村、九银村、余家村、天星村和五鞍村。